# Laura Serra
Laura Serra (Ravenna, 1949) è una traduttrice italiana.

## Biografia
Laura Serra è la principale traduttrice italiana del ciclo della Guida galattica per gli autostoppisti di Douglas Adams e di alcune opere di Isaac Asimov. Dal 1978 al 1983, ha lavorato come traduttrice per la collana Urania e per le collane Beast Quest e Sea Quest della Adriano Salani Editore. Ha inoltre curato del decennio successivo la redazione e la traduzione di articoli per Panorama, L'Europeo, Epoca, Il Mondo e altre testate per poi ritornare negli anni novanta al lavoro di traduttrice di autori di saggistica e di narrativa quali Guillaume Musso, Richard Dawkins, Lian Hearn, Walter Isaacson, Christian Jacq, per case editrici quali Mondadori, Sperling & Kupfer, Sonzogno, Longanesi, Ponte alle Grazie, Rizzoli, e/o.
Come autrice ha pubblicato un romanzo (La scelta, Roma, Trevi, 1975) e una raccolta di racconti (Prefante, Padova, Rebellato, 1976). Ha scritto inoltre racconti per il mensile di fantascienza Omni e le riviste Robot e Aliens.

## Opere tradotte
Collana Beast Quest
- Beast Quest n.3.  Arcta Il gigante della montagna di Adam Blade;
- Beast Quest n.6.  Epos L'uccello infuocato di Adam Blade;
- Beast Quest n.7.  Zepha Il calamaro mostruoso di Adam Blade;
- Beast Quest n.8.  Claw La scimmia gigante di Adam Blade;
- Beast Quest n.9.  Soltra L'incantatrice di pietra di Adam Blade;
- Beast Quest n.10. Vipero L'uomo serpente di Adam Blade;
- Beast Quest n.11. Arachnid Il re dei ragni di Adam Blade;
- Beast Quest n.12. Trillion Il leone tricefalo di Adam Blade;
- Beast Quest n.13. Torgor Il minotauro di Adam Blade;
- Beast Quest n.14. Skor Lo stallone alato di Adam Blade;
- Beast Quest n.15. Narga Il mostro marino di Adam Blade;
- Beast Quest n.16. Kaymon Il mastino infernale di Adam Blade;
- Beast Quest n.17. Tusk Il mammut mastodontico di Adam Blade;
- Beast Quest n.18. Sting L'uomo scorpione di Adam Blade;
- Beast Quest n.19. Nixa La mortiferadi Adam Blade;
- Beast Quest n.20. Equinus Il cavallo spettrale di Adam Blade;
- Beast Quest n.21. Rashouk Il troll delle caverne di Adam Blade;
- Beast Quest n.22. Luna La lupa di mezzanotte di Adam Blade;
- Beast Quest n.23. Blaze Il drago di ghiaccio di Adam Blade;
- Beast Quest n.24. Stealth La pantera fantasma di Adam Blade;
- Beast Quest n.25. Krabb Il padrone del mare di Adam Blade;
- Beast Quest n.26. Hawkite La freccia dell'aria di Adam Blade;
- Beast Quest n.27. Rokk La montagna vivente di Adam Blade;
- Beast Quest n.28. Koldo Il guerriero artico di Adam Blade;
- Beast Quest n.29. Trema Il signore della terra di Adam Blade;
- Beast Quest n.30. Amictus La regina degli insetti di Adam Blade;
- Beast Quest n.31. Komodo Il re lucertola di Adam Blade;
- Beast Quest n.32. Muro Il ratto letale di Adam Blade;
- Beast Quest n.33. Fang Il pipistrello diabolico di Adam Blade;
- Beast Quest n.34. Murk L'uomo delle paludi di Adam Blade;
- Beast Quest n.35. Terra Il flagello della foresta di Adam Blade;
- Beast Quest n.36. Vespick La regina delle vespe di Adam Blade;

Collana Sea Quest
- Sea Quest n.1. Cephalox Il cybercalamaro
- Sea Quest n.2. Silda L'anguilla elettrica
- Sea Quest n.3. Manak Il predatore silenzioso
- Sea Quest n.4. Kraya Lo squalo sanguinario
- Sea Quest n.5. Shredder Il ragno droide
- Sea Quest n.6. Stinger Lo spettro marino
- Sea Quest n.7. Crusher Il terrore strisciante
- Sea Quest n.8. Mangler La minaccia oscura
- Sea Quest n.9. Tetrax Il coccodrillo della palude
- Sea Quest n.10. Nephro L'aragosta dei ghiacci
- Sea Quest n.11. Finaria Il serpente marino
- Sea Quest n.12. Chakrol Il martello degli oceani
- Sea Quest n.13. Rekkar L'orca urlante
- Sea Quest n.14. Tragg L'orso dei ghiacci
- Sea Quest n.15. Horvos L'albatro del terrore
- Sea Quest n.16. Gubbix La minaccia velenosa

Collana Urania
- Urania n.776. THX 1138 di Ben Bova;
- Urania n.785. Fuga nei mondi accanto di Philip E. High;
- Urania n.789. Il giorno della nuvola di Theodore L. Thomas e Kate Wilhelm;
- Urania n.800. La sfera di Dyson (Star Trek) di Gordon Eklund;
- Urania n.805. Le acque della morte di Irving A. Greenfield;
- Urania n.814. Chirurgia per la Terra di James White;
- Urania n.821. Ragazza del 2051 di Barbara Paul;
- Urania n.826. Ragnatela di John Wyndham;
- Urania n.834. Transmaniacon di John Shirley;
- Urania n.836. Saturno Tre (romanzamento) di Steve Gallagher;
- Urania n.841. Il pianeta del piacere di A. Bertram Chandler;
- Urania n.843. Guida galattica per gli autostoppisti di Douglas Adams;
- Urania n.846. La città di sotto di Arthur Tofte;
- Urania n.856. La fisica del Karma (prima parte) di Arsen Darnay;
- Urania n.857. La fisica del Karma (seconda parte) di Arsen Darnay;
- Urania n.865. Viaggio al centro della Galassia di John Paton;
- Urania n.871. Su e giù per il tempo-spazio di John Wyndham;
- Urania n.877. L'occhio di Bell di John Coyne;
- Urania n.885. La guerra dei mondi di Sherlock Homes di Manly W. e Wade Wellman;
- Urania n.890. Tra dieci mesi la fine del mondo (prima parte) di Gregory Benford e William Rotsler;
- Urania n.891. Tra dieci mesi la fine del mondo (seconda parte) di Gregory Benford e William Rotsler;
- Urania n.895. La missione delle navi sovietiche di Homer N. Gholston;
- Urania n.906. Falkenberg il mercenario di Jerry Pournelle;
- Urania n.911. I cacciatori di Burt Wetanson e Thomas Hobbler;
- Urania n.912. La clinica dell'orrore di William Woolfolk;
- Urania n.913. Morti e sepolti di Chelsea Quinn Yarbro;
- Urania n.923. Segnali da Giove di Zach Hughes;
- Urania n.936. Le cinque porte di Jack Rhys;
- Urania n.968. Ristorante al termine dell'Universo di Douglas Adams;
- Urania n.973. La vita, l'universo e tutto quanto di Douglas Adams;
- Urania n.1000. L'orlo della Fondazione di Isaac Asimov;
- Urania n.1016. SV - Sea Venture di Damon Knight;
- Urania n.1022. I giorni delle chimere di Jack C. Haldeman II;
- Urania n.1028. Addio e grazie per tutto il pesce di Douglas Adams;
- Urania n.1036. Il libro del fiume di Ian Watson;
- Urania n.1067. Il libro delle stelle di Ian Watson;
- Urania n.1209. Praticamente innocuo di Douglas Adams;
- Urania n.1235. Cronache dal basso futuro di Bruce Sterling;
- Urania n.1301. Anno 2042 di AA.VV.;
- Urania n.1318. Cerchio segreto di Amanda Prantera;
- Urania n.1532. Missione su Jaimec di Eric Frank Russell;
- Urania n.1534. Lord Darcy (parte seconda) di Randall Garrett;
- Urania n.1537. La variante di Carmody (antologia) di Robert Sheckley.

Collana Urania Classici
- Urania Classici n.187 Guida galattica per autostoppisti, di Douglas Adams;
- Urania Classici n.200 Ristorante al termine dell'Universo, di Douglas Adams;
- Urania Classici n.203 Su e giù per il tempospazio, di John Wyndham;
- Urania Classici n.209 La vita, l'universo e tutto quanto, di Douglas Adams;
- Urania Classici n.217 Addio, e grazie per tutto il pesce, di Douglas Adams.

Collana Urania Millemondi
- Urania Millemondi n.57 Millemondi autunno 2011. Lui è leggenda!, di AA.VV;
- Urania Millemondi n.67 Millemondi primavera 2014. Il libro del fiume e delle stelle, di Ian Watson.

Collana Urania Blu
- Urania Blu n.1 Guida alla fantascienza, di Isaac Asimov.

Collana Urania Collezione
- Urania Collezione n.001 Io, Robot, di Isaac Asimov;
- Urania Collezione n.021 Il secondo libro dei robot, di Isaac Asimov;
- Urania Collezione n.022 Guida galattica per gli autostoppisti, di Douglas Adams;
- Urania Collezione n.042 L'uomo disintegrato, di Alfred Bester;
- Urania Collezione n.068 Gli ascoltatori, di James Gunn;
- Urania Collezione n.073 Segnali dal sole, di Jacques Spitz;
- Urania Collezione n.099 L'inferno degli specchi, di Ranpo Edogawa.

Collana Urania Extra
- Urania Extra n.16 (1486bis) Il salmone del dubbio, di Douglas Adams.

Collana Urania Libri
- Urania Libri n.7 Guida galattica per gli autostoppisti, di Douglas Adams;
- Urania Libri n.17 Ristorante al termine dell'Universo, di Douglas Adams;
- Urania Libri n.19 Su e giù per il tempospazio, di John Wyndham;
- Urania Libri n.23 La vita, l'universo e tutto quanto, di Douglas Adams;
- Urania Libri n.28 Addio, e grazie per tutto il pesce, di Douglas Adams.

Collana Urania Edizione per la Grande Distribuzione
- Urania Grande Distribuzione n.17 Cerchio segreto di Amanda Prantera.

Collana Urania Horror
- Urania Horror n.8 I figli della notte - Racconti dell'orrore - Volume 1, di Robert Ervin Howard;
- Urania Horror n.10 I morti ricordano - Racconti dell'orrore - Volume 2, di Robert Ervin Howard.